# Международна олимпиада по лингвистика
Международната олимпиада по теоретична, математическа и приложна лингвистика (IOL or International Linguistics Olympiad) е ежегодно международно състезание за средношколци и се провежда ежегодно от 2003 година насам.

## История
През 80-те г. на 20 век започват да се провеждат регионални олимпиади: в България от 1984 г., в Орегон (САЩ) от 1988 г. и в Санкт Петербург от 1995 г. Първата национална олимпиада на САЩ се състои през 1998 година.
Първата международна олимпиада се провежда през 2003 г. в курорта Боровец, България. На нея се явяват 33 участника от 6 държави: България, Чехия, Естония, Латвия, Холандия и Русия.

## Домакинства на България
След първото издание, което се провежда през 2003 г. в Боровец, второто домакинство на България е през 2008 г. в Слънчев бряг.
През 2015 г. България отново е домакин на IOL, когато между 20 и 24 юли в Благоевград се състои 13-ата Международна олимпиада по лингвистика. Провежда се под патронажа на Президента на Република България, а домакин на състезанието е Американският университет. Явяват 28 държави участнички от цял свят.

## Олимпиадите
| Номер | Година | Място на провеждане               | Дати на провеждане | Брой страни | Брой участници | Златен медал | Сребърен медал | Бронзов медал |
| ----- | ------ | --------------------------------- | ------------------ | ----------- | -------------- | --- | --- | --- |
| 1     | 2003   | Боровец, България                 | 6 – 12 септември   | 6           | 33             | Александра Петрова Борис Туровски Един Наетович | Мирям Плуай Мария Шкапа | Полина Осколская Иван Добрев |
| 2     | 2004   | Москва, Русия                     | 2 – 6 август       | 7           | 43             | Иван Добрев Александер Пиперски Ралица Маркова | Мария Мамикина Цветомила Михайлова Тодор Червенков Тимон Слочински | Забелина Александра Ксения Кузмина Алексей Назаров Маргус Ниитсоо Наталя Хартшенко Никита Медянкин София Осколяскова |
| 3     | 2005   | Лайден, Нидерландия               | 8 – 12 август      | 9           | 50             | Иван Добрев | Елеонора Глазова | Никита Медянкин Цветомила Михайлова Александер Пиперски Ивайло Гроздев |
| 4     | 2006   | Тарту, Естония                    | 1 – 6 август       | 9           | 51             | Мария Холодилова Ивайло Димитров Павел Софрониев | Йордан Механджийски Елеонора Глазова Михаил Минков Даниил Зорин Сергей Малишев Александер Даскалов | Юулия Таран Никита Медянкин Диана Аитаи Павел Швьонтковски |
| 5     | 2007   | Санкт Петербург, Русия            | 31 юли – 4 август  | 9           | 61             | Адам Хестерберг Лукаш Цегела | Кира Киранкова Михаил Минков Арсений Ветюшко-Калевич Сандер Паюсалу Тееле Ваалма Ангел Найденов | Анна Шломина Йордан Механджийски Елижавета Реброва Мария Холодилова |
| 6     | 2008   | Слънчев бряг, България            | 4 – 9 август       | 11          | 63             | Александер Даскалов Ханжи Жю Милян Абел Лопухаа | Ананд Натарахан Мачей Яаницки Димитри Перевозчиков Морис Алпер Лукаш Цегела Андрей Никулин Марчин Филяр | Гай Табачник Джун Кю Канг Радослав Бурни Диана Софрониева Джефрей Лим Йордан Механджийски Карол Конашински Ребека Якобс Георги Рангелов Татяна Полевая |
| 7     | 2009   | Вроцлав, Полша                    | 26 – 31 юли        | 17          | 86             | Диана Софрониева Лукаш Цегела | Витали Павленко Андрей Никулин Артурс Семенюкс Йордан Механджийски Ирене Там Лукаш Калиновски Витолд Малецки Ааканкша Сарда Ребека Якобс | Деяна Камбурова Шимон Мусиол Елена Волкова Лаура Адамсон Алан Хуанг Бен Калер Томаш Добжицки Джун Йеоп Ли Джон Берман Сергей Бернщайн Хе Джин Рю |
| 8     | 2010   | Стокхолм, Швеция                  | 19 – 24 юли        | 18          | 99             | Вадим Тух Андрей Никулин Бен Склароф | Мартин Комахо Тиан-Джи Дамиен Джянг Дария Василиева Ален Хуан Алексейс Пегушевс Лукаш Калиновски Кшищоф Павляк Даниел Руцки Мачей Дулемба | Мирям Павле Мирослав Манолов Александер Ириза Алан Чанг Витали Павленко Артурс Семенюкс Мона Теппор Якоб Парк Диана Глазова Шимон Канонович Роман Сташински Елен Синот Джунус Портеус Ана Павлович Сонг Джееун |
| 9     | 2011   | Питсбърг, САЩ                     | 24 – 30 юли        | 19          | 102            | Морис Алпер Ева-Лотта Кеспер Дария Василева Алексей Козлов | Уеслей Джонс Ален Хуан Екатерина Малина Антон Соколов Александер Уаде Виктор Валов Далигур Ибелинг Паул Лау | Мин Кю Ким Елена Ръкунова Артурс Семенюкс Хюн Парк Рок Кауфман Вадим Тух Даниел Митрополски Ник Мур Даниел Руцки Арон Клайн Димитър Христов Михаил Афанасиев Ралф Ахи |
| 10    | 2012   | Любляна, Словения                 | 29 юли – 4 август  | 26          | 131            | Антон Соколов Александер Уаде Вадим Тух Андерсон Уанг Конрад Мишковски Джонатан Хонгсун Ким Марин Иванов Кристиан Костадинов                                                            | Дарил Уу Алан Садун Том Уайт Ева-Лотта Кеспер Даниел Руцки Арон Клейн Макс Алмендингер Илия Погодаев Рок Кауфман Иван Тадеу Ферейра Антунес Филхо Рок Кауфман Сагар Сарда Джи Ук Ким Хонг Бум Чой | Педру Невис Лопис Ерик Андерсън Магдалена Дакева Антс-Оскар Маесалу Омри Фъраджи Ана Сарукханава Мелъни Дънкан Байчуан Ли Анита Муджумдар Яш Синха Естере Шеинкмане Амилия Шей Лим Джин Мет-Трин Пурде Едита Гайджик Ан Нгин-Ий Ерик Тамре |
| 11    | 2013   | Манчестър, Обединено кралство     | 22 – 26 юли        | 26          | 138            | Александър Уейд Антон Соколов Матиаш Медек Габриел Алвес да Силва Джинис Михал Хадриш Ива Гумнишка Естере Шеинкмане                                                                     | Омри Фъраджи Яш Синха Палина Плешак Кузма Смирнов Мартъна Шейба Арън Клайн Айрика Арик Боряна Хаджийска Иван Зверев Хуйсу Йън Джефри Лин Юлия Маркова | Налай Сарда Веско Милев Марин Иванов Иван Люцканов Якоб Карлсон Лагерос Том Макой Мартайна Джъд Антс-Оскар Маесалу Милена Великова Цаейон Цуй Екатерина Навикова Мачей Кухарски Даниел Ловстед Максимилиан Шиндлер Цъюн Сен Сара Там Жулинг Ян Байер |
| 12    | 2014   | Пекин, Китайска народна република | 21 – 25 юли        | 28          | 152            | Мило Мазуркивич Дарил Уу Даниел Ловстед Елизия Джейн Уорнър Анастасия Дмитриева Данила Шумский Дан Мирча Мира                                                                           | Ада Мъйлънтайева Катрин УУ Тианлу Цие Ян Хуанг Алекзандър Бабиак Минг Хае Лара Йерман Лън Цие Кейске Ямада Станислав Вилтуенски Хампус Йерик Довид Лейн Девън Лахоти Дайлин Хуъ | Аниндя Шарма Елена Чапарова Мачей Коцот Матиаш Медек Раджан Далал Йодзин Цанг Дмитрий Зеленский Айника Клуке Ема Кристина Йохансен Кевин Лий Глеб Никалаев Джеймс Блоксъм Джеймс Матю Ейбъл Юлия Маркова Шонита Королова Елишка Фрайбергрова Хъръ Янг Виталийс Гусевс Глен И Жи Хонг Саймън Хуанг Мария Аристова |
| 13    | 2015   | Благоевград, България             | 20 – 24 юли        | 29          | 166            | Джеймс Уеджууд Самюъл Амед Джеймс Блоксъм Данаил Пенев Кевин Ян Лиъм Мъкнайт Ада Мъйлънтайева                                                                                           | Кевин Ем Лий По Инг Мин Конър Стюърт-Роу Валентин Димов Даниел Веденеев Станислав Фрайлак Ци Хуъ Джулиън Гау Дан Мирча Мира Ралица Дарджонова Катажина Ковалска Иван Олексиюк Антъни Брейси Теодора-Елена Солован Ян Петр Тина Владимирова Луоънг Хае                                                                     | Балинт Угрин Пьотр Гайдица Здравко Иванов Налий Сарда Анастасия Альохина Пим Спелие Найоми Соломънс Ана Татаренко Цаейунг Ян Надежда Димитрова Люк Гарднър Радина Добрева Алук Сате Антъни Брус Ма Диана Мурзагалиева Ема Маклейн Ирина Чеснокова Тимурс Давиловс Матия Ловшин Наоки Нишияма Самвида Векантеш Исабел Ли Йен |
| 14    | 2016   | Майсор, Индия                     | 25 – 29 юли        | 30          | 167            | Цаейунг Ян Джеймс Уеджууд Лиъм Мъкнайт Макс Жанг Ян Петр Екатерина Валашинова Иван Самаделкин Кристиан Георгиев Самюъл Амед Палина Наследскава                                          | Маргарита Мисирпашаева Юана Бурош Шуенг Ни Йонас Юрген Кисел Матия Ловшин Тина Владимирова Зофя Бронислова Качмарек Луо Иминг Ерик Мец Кшиштов Хоштик Ана Татаренко Юлия Панченко Михаил Пасков Хенри Уу Сиен-Циен Ха Мария Аристова Манчей Антони Палига                                                                 | Даниел Веденеев Цуйоши Кобаяши Елена Шукшина Алук Сате Бруно Кензо Озаки Агнешка Дудек Уа Ланзъ Давид Авелан-Хултман Аманда Елон Кан Уайът Р. Рийвс Бай Руйхънг Емил Ингелстен Ю Шуйоу Зузана Груберова Клер О'Конър Теодор Куку Цветелина Стефанова Ли Хъйхан Надежда Димитрова Мазак Балинт Мария Щепанюк Сие Жу Войчек Анжрей Пятек Изобел Алис Войзи Роман Скурихин Хан Йеджо                                                                                           |
| 15    | 2017   | Дъблин, Ирландия                  | 31 юли – 4 август  | 27          | 172            | Самюъл Амед Пшамислав Подлешни Лиъм Мъкнайт Лу Хънг Алекс Лий Здравко Иванов Саймън Хелстен Браъйн Сио Валентин Димов Елена Кескинова Теодор Куку                                       | Андрю Токмън Такуми Йошино Йонас Юрген Кисел Ян Петр Хари Тейлър Аня Здовц Елишка Фрайбергрова Павел Пиекаш Тереза Малачова Бен Морис Джоузеф Фефа Зиън Лей Ци-Лън Хуан Ли Ченмъ Косик Асел Исмолдаева Даниел Веденеев Чуи Яо Шимон Столарчек                                                                             | Екатерина Валашинова Емил Инджев Чираг Си Ди Ига Яворска Сици Цие Алексей Старченко Ана Мета Долинар Сие Жу Емилиан Тома Джан Йешилдере Соня Райли Алиця Максимюк Емил Ингелстен Таня Раманова Щефан Разван Балаука Тина Владимирова Матей Костин Бану Юйто Йонеяма Юянг Лиу Назар Семкив Алексей Юрца Мартин Николов |
| 16    | 2018   | Прага, Чехия                      | 26 – 30 юли        | 29          | 192            | Пшамислав Подлешни Лиъм Мъкнайт Суапнил Гарг Виктор Балтин Здравко Иванов Бенджамин Лафонд Диего Крул Раджул Ганди Прънав Кришна Алиця Максимюк Бенедикт Шоу Ангикар Госал Андрю Токмън | Якуб Петр Чи Чан-Уанг Таня Романова Михир Сингал Йо Зи Сонг Симиън Хелстен Угрин Балинт Йозеф Емил Ингелстен Клара Сапала-Ньеджин Тънг-Ле Пан Елена Кескинова Итън А. Чи Апарна Аджит Гупте Жоар Енрике Оливера Фончес Ръсел Емерин Йоу Куан-Лин Иля Ковал                                                                | Давид Авелан-Хултман Влада Петрусенко Цветелина Стефанова Браъйн Сио Кен Джианг Йе Лиу Едмънд Лий Хари Рагава Прасад Джеймс Филипс Яна Шишкина Густаво Палоче да Силва Марчинс Екатерина Валашинова Елишка Фрайбергрова Шон Уайт Вари-Какаш Андор Арвай-Ваш Иван Такуми Нишино Ангелика Войеводина Аркадиш Шалдовс Кевин Лианг Шинджини Гош Бианка-Михаела Ганеску Прънава Дар Мартин Бушкин Хансол Пи Георги Йотов Сици Цие Тиаго Шхолтен Кристина Вашпанова Даняр Касенов |
| 17.   | 2019   | Йонгин, Южна Корея                | 29 юли – 02 август | 36          | 209            | Кен Джианг Уесли Жанг Такуми Ношино Здравко Иванов Матей Петков Хаокън У Сам Корнър Саймън Хелстен Бенедикт Шоу Андрю Токмън                                                            | Диего Крул Жоар Енрике Оливера Фончес Зиан Лей Тиянки Джианг Елена Кескинова Якуб Петр Нейтън Ким Денис Коротченко Скайлър Раити Ръсел Емерин Густаво Палоче да Силва Марчинс Исхан Гангули Харисън Мур Цветелина Стефанова Максим Барганов Йо Зи Сонг Джеръми Джоу Прънав Кришна Жинру Ба Кристиан Търлиън Даниел Тураев | Таня Романова Кювер Бланка Екатерина Козлова Станислава Книжнякова Чих Чух Уанг Влада Петрушенко Виктор Балтин Матей Костин-Бану Екатерина Кропанина Ангикар Госал Апарна Аджит Гупне Хейнем О Хант Микит Колк Такуми Осе Цубаса Таканаши Дана Оспанова Несторс Старостинс Дария Кривошеева Марко Иванов Килиън Мейснър Бласковикс Акос - Рок Дадеж Брушнек, Словения Же Рен Оой Алекс Уолкър Кристина Вашпанова Ланруо Шей Антара Раагви Батачария Сеоно Ким Ю-Хсуан Лий   |
| 18.   | 2020   | не се провежда                    |                    |             |                | | | |
| 18.   | 2021   | Латвия                            | 19 – 23 юли        |             |                | | | |

## Държави участнички
През 2008 участват 16 отбора от 11 държави (по азбучен ред): България, Германия, Естония, Латвия, Нидерландия, Полша, Русия, САЩ, Словения, Швеция и Южна Корея. През 2016 година броят отбори достига 167, като те са от 30 държави (по азбучен ред): Австралия, Бангладеш, Бразилия, България, Канада, Китай, Чехия, Естония, Унгария, Индия, Ирландия, Остров Ман, Япония, Казахстан, Латвия, Нидерландия, Пакистан, Полша, Република Корея, Румъния, Русия, Словения, Испания, Шри Ланка, Швеция, Тайван, Турция, Обединеното кралство, САЩ, Украйна.

## Състезанието
Съревнованието на отборите е на две нива – индивидуално и отборно. На индивидуалното състезание на участниците се предоставят 5 задачи за 6 часа, като всяка задача се оценява с от 0 до 20 точки. Освен медали и почетни грамоти за най-добре представилите се олимпийци, има и награди за най-добре решена задача. На отборното всеки отбор трябва да реши една задача за 3 часа.